# Super Bowl XVIII
Super Bowl XVIII je bio završna utakmica 64. po redu sezone nacionalne lige američkog nogometa. U njoj su se sastali pobjednici AFC konferencije Los Angeles Raidersi i pobjednici NFC konferencije Washington Redskinsi. Pobijedili su Raidersi rezultatom 38:9, kojima je to bio četvrti osvojeni naslov.
Utakmica je odigrana na Tampa Stadiumu u Tampi u Floridi, kojoj je to bilo prvo domaćinstvo utakmice Super Bowla.

## Tijek utakmice
| Četvrtina | Vrijeme | Momčad | Informacija o promjeni rezultata                                                                       | Rezultat | Rezultat |
| Četvrtina | Vrijeme | Momčad | Informacija o promjeni rezultata                                                                       | Raiders  | Redskins |
| --------- | ------- | ------ | --- | -------- | -------- |
| 1         | 10:08   | LA     | touchdown nakon blokiranog ispucavanja lopte (punta) (Jensen), uspješan pokušaj za dodatni poen (Bahr) | 7        | 0        |
| 2         | 9:14    | LA     | touchdown dodavanjem (Plunkett-Branch), uspješan pokušaj za dodatni poen (Bahr)                        | 14       | 0        |
| 2         | 3:05    | WAS    | field goal (Moseley)                                                                                   | 14       | 3        |
| 2         | 0:07    | LA     | touchdown nakon osvojene lopte (Squirek), uspješan pokušaj za dodatni poen (Bahr)                      | 21       | 3        |
| 3         | 10:52   | WAS    | touchdown probijanjem (Riggins), promašen pokušaj za dodatni poen                                      | 21       | 9        |
| 3         | 7:06    | LA     | touchdown probijanjem (Allen), uspješan pokušaj za dodatni poen (Bahr)                                 | 28       | 9        |
| 3         | 0:00    | LA     | touchdown probijanjem (Allen), uspješan pokušaj za dodatni poen (Bahr)                                 | 35       | 9        |
| 4         | 2:28    | LA     | field goal (Bahr)                                                                                      | 38       | 9        |

## Statistika utakmice

### Statistika po momčadima
| Statistika                                                      | Los Angeles Raiders | Washington Redskins |
| --------------------------------------------------------------- | ------------------- | ------------------- |
| Prvih pokušaja                                                  | 18                  | 19                  |
| Ukupno osvojenih jardi                                          | 385                 | 283                 |
| Broj napada probijanjem                                         | 33                  | 32                  |
| Ukupno jardi osvojenih probijanjem                              | 231                 | 90                  |
| Broj napada s kompletiranim dodavanjem/ukupno napada dodavanjem | 16/25               | 16/35               |
| Ukupno jardi osvojenih dodavanjem                               | 154                 | 193                 |
| Izgubljenih lopti                                               | 2                   | 3                   |
| Prekršaji (izgubljenih jardi)                                   | 7 (56)              | 4 (62)              |
| Vrijeme posjeda lopte (min:s)                                   | 29:22               | 30:38               |

### Statistika po igračima
| Quarterback         | Dodavanja* | Yds** | TD*** | Int**** |
| ------------------- | ---------- | ----- | ----- | ------- |
| Jim Plunkett (LA)   | 16/25      | 172   | 1     | 0       |
| Joe Theismann (WAS) | 16/35      | 243   | 0     | 2       |

Napomena: * - broj kompletiranih dodavanja/ukupno dodavanja, ** - ukupno jardi dodavanja, *** - broj touchdownova (polaganja), **** - broj izgubljenih lopti